# 互联网冲突事件列表
互联网长期以来一直存在着动荡的关系、恶意设计的重大破坏（如大规模的计算机病毒事件、使服务瘫痪的DoS和DDoS攻击以及使主要在线社区瘫痪的有组织的攻击）和其他冲突。这是一个已知的和有记录的互联网、Usenet、虚拟社区和万维网相关冲突的列表，以及触及离线和在线世界的冲突，可能具有更广泛的影响。
从最初的ARPANET衍生出来的现代互联网、万维网和其上的其他服务，如虚拟社区（公告栏、论坛和大型多人在线游戏）已经成倍增
长。这种人口的大量增长，反映了 "线下 "社会，促使网上的冲突和问题的数量每年都在增长。 今天，几乎所有国家的数十亿人都在使用互联网的各个部分。 不可避免的是，就像在 "实体 "或离线社会中一样，会出现相当于重大转折点、冲突和破坏的虚拟事件--相当于柏林墙倒塌、联合国成立、疾病蔓延以及伊拉克入侵科威特等事件的网上事件。

## 前万维网时代

### 1980年-1989年
- ARPANET在10月27日因为一个意外传播的状态信息病毒而完全停顿。[1][2]

#### 1982年
1982年至1983年间，414病毒入侵了数十个备受瞩目的计算机系统，其中包括洛斯阿拉莫斯国家实验室、斯隆凯特琳癌症中心和安全太平洋国家银行的计算机系统。

#### 1985年
- 凯文·米特尼克于2月15日被联邦调查局逮捕。米特尼克被判犯有电信诈骗罪和侵入富士通、摩托罗拉、诺基亚和Sun Microsystems的计算机系统罪。他在监狱中服刑五年。他的追捕和随后的逮捕使他成为到那时为止最有名的黑客之一。

#### 1988年
- 康奈尔大学一名23岁的研究生，罗伯特-塔潘-莫里斯，发布了互联网的第一个蠕虫病毒，莫里斯蠕虫。莫里斯是国家安全局（NSA）计算机安全专家的儿子，他写了99行代码并作为实验发布。该程序开始复制并感染机器，速度比他预想的快得多，导致世界各地的机器崩溃。

## 万维网时代

### 1990年-1999年

#### 1994年
- 一个被联邦调查局称为 "电话大师 "的国际组织入侵了一些公司的网络，包括MCI WorldCom、Sprint、AT&T和Equifax信用报告商。该团伙造成了大约185万美元的商业损失。[3]

### 2000年-2009年

#### 2000年
- 2000年5月5日，ILOVEYOU电脑蠕虫攻击了数千万台基于Windows的电脑。它开始以电子邮件的形式传播，主题是 "ILOVEYOU"，附件是 "LOVE-LETTER-FOR-YOU.txt.vbs"。据估计，这次爆发在全球范围内造成了55-87亿美元的损失，并估计要花费150亿美元来清除该蠕虫。该蠕虫病毒起源于菲律宾。[4]

#### 2005年
- 2000年5月, 维基百科爆发席根塔勒传记事件.

#### 2007年
- 6月21日：在美国国防部长办公室发生的鱼叉式网络钓鱼事件窃取了敏感的美国国防信息。[5][6]

- 8月11日：联合国网站被印度黑客Pankaj Kumar Singh入侵。[7]

- 11月14日：熊猫烧香被称为其他几个名字，包括Fujacks和Radoppan.T，导致8人在中国被捕。熊猫烧香 "是一种寄生病毒，感染了个人电脑上的可执行文件。感染后，可执行文件的图标会变成一只熊猫手持三支香的图像。这次逮捕是中国首次因编写病毒而被捕。[8]

### 2010-2019年

#### 2016年
- 3月: Vice杂志报道说，一名青少年黑客賽博安納金对电子邮件提供商KM.RU和游戏公司Nival等网站进行了疯狂的黑客攻击，以表达他对俄罗斯击落MH17航班的愤怒。根据网络安全研究员Troy Hunt，至少有150万受害者受到的影响。多年后，总部设在拉脱维亚的独立新闻网站Meduza利用KM.RU的数据泄露内容，确定了一个人的身份为Andrejs Strebkovs，这个人一直在骚扰各国的女棋手，如俄罗斯、哈萨克斯坦和印度，发送含有用过的避孕套的邮件。[9][10][11]
- 9月：黑客Ardit Ferizi早在2015年就因入侵美国服务器并将泄露的信息传递给ISIL恐怖组织成员而被捕，被判处20年监禁。[12]

#### 2017年
- 四月：一个自称 "黑暗霸主 "的黑客组织在勒索网络娱乐公司Netflix失败后，在网上发布了"Orange Is the New Black"的未公布剧集。在勒索在线娱乐公司Netflix失败后，在网上发布了未发布的电视剧集。[13]
- 5月：WannaCry勒索软件攻击始于2017年5月12日星期五，被描述为规模空前，感染了150多个国家的23万多台电脑。[14]

#### 2019年
- 二月：互联网档案馆总部收到了炸弹威胁，被迫暂时疏散了大楼。[15]

- 三月：有人在网上对Axel Voss在波恩的办公室发出炸弹威胁，据说是因为他支持数字化单一市场版权指令。[16]

- 三月：美国纽约州的奥尔巴尼市遭到勒索软件的网络攻击。[17]

- 八月：俄罗斯驻马来西亚吉隆坡的大使馆和交通枢纽吉隆坡中央车站受到在推特上发布的两个在线炸弹威胁的影响。这些威胁是通过一个自称 "limzhengyan "的黑客发布的；因此，马来西亚警方对这些地点进行了搜查，并确定这些威胁是虚假的，不过巧合的是，同一天在武吉达曼萨拉地区发现了一个不完整的简易爆炸装置。[18][19]

- 十一月：黑客组织 "匿名者 "宣布，它已经入侵了四个中国计算机数据库，并将其捐赠给数据泄露索引/通知服务vigilante.pw。这次黑客攻击是为了支持2019年的香港抗议活动，在香港警察围攻该市理工大学的情况下进行的。他们还提出了仁荷大学一位教授提出的可能的和平计划，希望韩国的统一和香港抗议的五个主要要求能同时得到满足。[20]

### 2020-2029年

#### 2020年
- 2月5日，匿名者入侵聯合國官網創立台灣頁面。[21]

- 3月：一个马来西亚火车站在推特信息中被提及，作为通过一个名为 "黎晓培"、"Coltsfan"、"biowolfjp"、"CM Ang "和 "chi.keat "的实体黑客账户所发出的警告的一部分。在网站和Reddit上，他们还声称对据称用COVID-19病毒污染马来民族联合组织和马来伊斯兰党的总部负责。因此，运输公司Rapid KL已经向警方报告了他。[22]

- 三月: 俄罗斯的一个地铁站是一群黑客发布的生物恐怖主义威胁的地点之一（还有奥斯坦基诺塔、圣彼得堡的沃尔科夫斯卡娅站、推特的旧金山总部和至少一个俄罗斯航空公司的航班），这些黑客包括 "Thomas Little Evil Utoyo", "Calton", "David Law", "Thanthom", "Hendy", "Gideon W", "Audentis", "Mister Eriee O", "Khengwin", "T-Zehang", "曾家顺", "Mr Castaigne", "kkkwan", "ronxi", "KC LING", "Le3p0ryuen", "Jayrulo", "S Teoh", "Ian Chew", "Mr Yiliang", "W. somboonsuk", "S Patcharaphon", "Victor pang", "jiangxin", "文_祥!", "Freddyisf0xy", "Masami", "Greg Galloway", "EncoreOngKai", "Alteredd State", "Jon@th@nlangdale"和 "Dig Dejected"在各种网站和Twitter上发布信息。[23][24][25]

- 五月, 印度国民Shubham Upadhyay冒充警察总监，利用社会工程攻击，使用免费的来电识别应用程序打电话给Kotwali警察局的负责人K.K.Gupta，以威胁他在COVID-19封锁期间得到手机维修。[26]

- 5月28日，在乔治-弗洛伊德谋杀案发生三天后，匿名者宣布进行大规模黑客攻击。一个自称代表匿名者的人说："我们是军团。我们不原谅。我们不会忘记。期待我们。"在一个现已被删除的视频中。匿名者提到警察的暴行，并说他们 "将向世界揭露[他们]的许多罪行"。有人怀疑匿名者是造成明尼阿波利斯警察局网站及其母公司明尼阿波利斯市网站宕机和公开暂停的原因。[27]

- 六月, 匿名者声称对窃取和泄露统称为 "BlueLeaks "的大量文件负责。这批269GB的文件是由一个被称为 "分布式拒绝秘密 "的专注于泄密的活动组织发布的。此外，该组织还通过DDoS攻陷了亚特兰大警察局的网站。此外，该组织还通过DDoS攻陷了亚特兰大警察局的网站，并污损了一个菲律宾政府的网页和布鲁克海文国家实验室的网页等。他们表示支持朱利安-阿桑奇和新闻自由，同时对Facebook、Reddit和Wikipedia"在我们窥探的目光下从事不光彩的行为 "进行了简短的 "挥舞"。在Reddit的案例中，他们发布了一份法庭文件的链接，描述了一个大流量的subreddit（/r/news）的版主可能卷入了一个与网络骚扰有关的案件。[28][29]

- 六月, 多人在线游戏Roblox中的1000多个账户被黑客攻击，显示出支持美国总统唐纳德-特朗普的信息。[30]

- 八月, Reddit中的大量板块被黑客攻击，发布支持唐纳德-特朗普的材料。受影响的子版块包括r/BlackPeopleTwitter、r/3amJokes、r/NFL、r/PhotoshopBattles。据称，名为 "Calvin Goh和Melvern" 的人声称对这次大规模污损负责，并对中国大使馆发出暴力威胁。[31]

- 8月, 美国空军的Hack-A-Sat活动是在DEF CON的虚拟会议上举办的，在那里，诸如Poland Can Into Space、FluxRepeatRocket、AddVulcan、Samurai、Solar Wine、PFS、15 Fitty Tree和1064CBread等团体为了控制太空中的卫星而展开竞争。波兰罐头进入太空队因成功操纵卫星拍摄了一张月球的照片而脱颖而出。[32][33]

- 8月, 白俄罗斯公司 "BrestTorgTeknika "的网站被一名昵称为 "Elsa女王 "的黑客污损，以支持2020-21年白俄罗斯的抗议活动。在其中，该页面黑客感叹道："Get Iced Iced already"和 "自由白俄罗斯，我们时代的革命"，后者暗指2019年香港抗议活动使用的著名口号。黑客的结果随后在Reddit上由一个用户名为 "Socookre "的发帖人宣布。[34][35]

- 9月, 网络犯罪分子用勒索软件袭击了德国杜塞尔多夫的一家医院后，报告了第一起疑似网络攻击造成的死亡事件。[36]

- 12月, 似乎是由化名为 "Omnipotent "和 "choonkeat "的人在推特上发布的炸弹威胁，针对从莫斯科飞往纽约市的俄罗斯航空公司102号航班，该航班的尾号为VQ-BIL。由于这个原因，纽约肯尼迪国际机场的一条跑道被暂时关闭，导致返回莫斯科的俄航103航班延误。[37][38]

- 12月, 匿名者组织对多个俄罗斯门户网站发起了 "圣诞礼物 "破坏活动，包括托木斯克的一个市政网站和一个地区足球俱乐部的网站。在篡改内容中，他们多次提到俄罗斯反对派活动家阿列克谢-纳瓦尔尼、泰国和白俄罗斯的自由抗议，以及对中国共产党的反对。他们还根据游戏平台Roblox上的一个名为 "RB Battles "的活动举办了一个模拟奖，其中YouTubers Tanqr和KreekCraft（实际游戏活动的冠军和亚军）分别被比作台湾和新西兰，因为据说后者在对抗COVID-19大流行病方面表现出色。[39]

#### 2021年
- 二月, 包括 "张卫能utoyo "和 "full_discl0sure "在内的黑客劫持了一个活动网站 "Aucklife"，以制作一个针对中国驻新西兰奥克兰领事馆和澳大利亚悉尼的类似设施的虚假炸弹威胁。他们的动机是由于COVID-19事件而对中国作出惩罚性回应。因此，新西兰警方的专家搜索小组在领事馆进行了实物搜索，而Aucklife的所有者Hailey Newton此后重新获得了对该网站的访问。惠灵顿的网络安全顾问Adam Boileau表示，这次黑客攻击并不是 "高度技术性的"。[40][41]

- 二月, 缅甸黑客 "组织攻击了属于缅甸政府机构的几个网站，如缅甸中央银行和军方管理的"Tatmadaw True News Information Team"。该组织还针对投资和公司管理局、贸易部、海关部、商务部、Myawady电视台和国有广播公司缅甸广播电视台以及一些私营媒体机构。仰光的一名电脑技术员发现，这些黑客是拒绝服务攻击，而该组织的动机是抗议2021年的缅甸政变。[42]

- 5月，印度航空公司遭受网络攻击，全球约450万客户的个人资料被泄露，包括护照、信用卡资料、出生日期、姓名和机票信息。[43][44]

- 9月和10月，匿名者从域名注册商和网络托管公司Epik获得并发布了超过400千兆字节的数据。这些数据在9月13日至10月4日期间分三次发布。第一个版本包括域名购买和转让细节、账户凭证和登录、支付历史、员工电子邮件和不明的私钥。黑客声称他们获得了 "十年的数据"，包括所有客户数据和通过该公司托管或注册的所有域名的记录，其中包括加密不力的密码和其他以明文存储的敏感数据。第二个版本包括可启动的磁盘镜像和Epik使用的第三方服务的API密钥；第三个版本包括额外的磁盘镜像和属于德克萨斯州共和党的数据档案，该党是Epik的客户。[45][46][47][48]

- 12月, 从这个月开始，匿名者注意到俄乌边境附近的军事集结，因此采取行动宣传和平计划，通过破坏各种网站，如联合国移民网络、中国极地研究所、生物多样性公约和中国的各种政府网站，结束顿巴斯的战争。该黑客组织呼吁乌克兰就是否遵循现已失效的《明斯克议定书》或将分离主义分子控制的领土移交给联合国维和管理机构进行全民投票。随后，在分离主义地区举行的第二次公投将要求选民选择与乌克兰统一，获得独立，或加入俄罗斯。除此之外，他们还呼吁建立一个 "夹在北约和俄罗斯之间 "的 "中立集团"，其中包括乌克兰、芬兰、白俄罗斯、格鲁吉亚、亚美尼亚、阿塞拜疆和摩尔多瓦。他们认为，所谓的 "中立安全地带 "可以作为一个类似于北大西洋公约组织（NATO）或集体安全条约组织（CSTO）的联盟，作为北约和CSTO国家之间的警戒线，以便 "在北约不丢脸的情况下减轻俄罗斯的担忧"。[49][50][51][52][53]

#### 2022年
- 3月, 乌克兰苏梅的一家当地报纸的网站被一个自称"zehang陈 "的人入侵。他声称他和其他个人 "P_srim_asap"、"Mrthanthomthebomber"、"mister-handsomekai "和 "RiansJohnson "在中国和俄罗斯在马来西亚的外交设施放置了炸弹，前者包含一张华南海鲜批发市场的照片。香港的国际金融中心和地铁机场站，以及美国游戏公司ROBLOX的总部办公室，除此之外，他们还声称对俄罗斯驻澳大利亚堪培拉大使馆运送装有白色粉末的信封负责。因此，大使馆周围地区被短暂封锁。[54][55]
- 3月,  作为对2022年俄罗斯入侵乌克兰的回应，匿名者对俄罗斯的计算机系统进行了许多攻击。 最值得注意的是，匿名者对Roskomnadzor进行了网络攻击。[56]
- 四月, 在宇宙航行日（4月12日），匿名者污损了五个俄罗斯网站，特别是俄罗斯重金属乐队Aria的网站、一个俄罗斯冰球网站、一个沛纳海手表爱好者的网站、一个篮球队的网站和一个教育组织的网站。此外，英文台灣日報透露，匿名者黑客之一賽博安納金感染了COVID-19，连续五天入侵中国的计算机系统，如政府网站、农业管理系统、煤矿安全接口、核电站接口、卫星接口等，作为报复行为。[57]
- 四月, 匿名者入侵了俄罗斯公司Aerogas, Forest和Petrovsky Fort。他们从那里泄露了大约437,500封电子邮件，并将其捐赠给非营利性举报组织 "分布式拒绝保密"。此外，他们还泄露了俄罗斯文化部的446GB数据。[58][59]
- 四月, 4月19日，希洪市议会（西班牙）受到GERVASIA电脑病毒的攻击，遭受数据劫持。[60]
- 四月, 俄罗斯的车里雅宾斯克和伏尔加格勒的机场遭到电子邮件炸弹威胁。随后下令临时疏散。[61][62]
- 5月, 俄罗斯鄂木斯克的机场收到电子邮件炸弹威胁。[63]
- 5月, 据报道，隶属于匿名者的黑客组织Network Battalion 65 (NB65)已经入侵了俄罗斯支付处理商Qiwi。共有10.5兆字节的数据，包括交易记录和客户的信用卡，已经被渗出。他们进一步用勒索软件感染了Qiwi，并威胁要公布更多的客户记录。[64]
- 5月, 俄罗斯的萨拉托夫加加林机场收到电子邮件炸弹威胁。[65]
- 6月, 俄罗斯伏尔加格勒的机场受到了通过电子邮件发送的炸弹爆炸威胁。此外，俄罗斯萨拉托夫的法院也因类似的威胁而被疏散。[66][67]
- 7月, 一条针对中国驻马尔代夫马累大使馆和俄罗斯领事馆的炸弹威胁信息通过该市的网站发出，这导致安全部队被部署到受影响的地区以及政治家穆罕默德-纳希德的住所。一些街道也被当局封锁了。[68]
- 7月, 俄罗斯堪察加半岛的Elizovo机场收到电子邮件炸弹威胁。因为这个原因，当局对机场进行了检查。[69]
- 10月, 目的地为新德里的俄航SU232航班收到了一封炸弹威胁邮件。因此，该航班在机场紧急降落，并立即被带到一个隔离区进行检查。[70] 同时，在同一个月，布拉戈维申斯克的火车站、征兵办公室、几个商场和大学建筑也受到了炸弹威胁。[71] 在接下来的一个月里有人对飞往伊斯坦堡机场的俄罗斯航空公司SU2130型飞机发出了炸弹威胁。正因为如此，飞机在14:00降落在伊斯坦布尔机场后被带到了一个安全的停车区以确保安全。飞机停放在安全地点后，警察小组对飞机进行了搜查，确定威胁是假的。[72]

- 12月, 一个网站收到了针对从成都飞往巴黎的国航617航班的炸弹威胁，该班机当时的注册号为B-8383。因此，该网站的所有者立即与法国宪兵队取得联系，并迅速向所有相关部门传达了这一信息。德国空军从罗斯托克-拉格空军基地的Taktisches Luftwaffengeschwader 73（战术空军联队73）派出两架欧洲战斗机执行QRA（快速反应警报, quick reaction alert），拦截该班机，并将其护送到比利时边境，由比利时控制和报告中心控制，直到法国空军派出两架战斗机执行QRA，才安全降落在巴黎戴高乐机场，延误时间约三小时。[73]

#### 2023年
- 1月：一家俄罗斯航空公司"藍色航空"的一架从俄罗斯彼尔姆飞往印度果阿的注册号为RA-73071、航班号为AZV2463的波音757航班，在飞越巴基斯坦领空时，因为受到了电子邮件炸弹威胁而被转到乌兹别克斯坦泰爾梅茲機場接受检查。这起炸弹威胁最终被确定为虚假的。该载有238名乘客，包括两名婴儿和七名机组人员的航班被允许继续前往目的地。这一事件发生在一个从莫斯科飞往果阿的航班受到炸弹威胁之后，在古吉拉特邦贾姆纳加尔机场紧急降落。[74][75][76]

- 2月: 一架从莫斯科飞往塞舌尔的俄羅斯航空直飞航班收到炸弹威胁邮件，导致飞机被检查，机场暂时关闭，塞舌尔航空公司飞往约翰内斯堡的航班和土耳其航空公司的航班被影响。塞舌尔总统韦维尔·拉姆卡拉旺祝贺当局对局势的处理。[77]

- 3月: 印度新德里机场收到一封针对俄航232航班的炸弹威胁邮件。该电子邮件声称，可乐罐中有一个炸弹，将在飞行途中引爆。因此，警方根据《印度刑法》第182、341、505(1)b和507条展开了调查。[78]

- 4月: 从北京飞往台北的中国国际航空公司185航班受到了发送到乘客服务邮箱的炸弹威胁。当局暂时关闭了一条跑道，以便对飞机进行炸弹检查，而乘客则花了两个小时等待。该威胁最终被认为是虚假的，炸弹威胁发送者的IP地址被警方调查。[79][80][81]

- 6月： 在美国，目標百貨公司的商店收到了电子邮件炸弹威胁。[82] 此外，谷歌在墨西哥的一个办公室也成为炸弹威胁的目标。[83]

- 6月： 美国的一家Kohl's商店收到了通过电子邮件发送的炸弹威胁。[84] 此外，在同一个月，一架从俄罗斯喀山飞往土耳其安塔利亚的俄罗斯航空航班受到了炸弹威胁。[85]